# سیکلید پرسا
سیکلید پرسا با نام علمی Iranocichla persa یک گونه دهان پرور از خانواده سیکلیدها است که در سال 2016 توصیف و معرفی شد. زیستگاه این گونه حوضه‌های آبریز رودخانه شور، حسنلنگی(شمیل) و رود میناب که جریان هر سه رود به سمت خلیج فارس و تنگه هرمز در جنوب ایران است.  
سینه و سر سیکلید پرسا ماده جفت‌شده با نر برخلاف سیکلید ایرانی که متمایل به سیاه است، به رنگ نارنجی است.  اگرچه از سوی اتحادیه بین‌المللی حفاظت از طبیعت رتبه‌بندی نشده است، اما برخی از مقامات معتقدند که هر دو گونه به شدت گونه‌ای در معرض تهدید است. 
این گونه به همراه گونه سیکلید ایرانی تنها دو گونه سیکلید بومی ایران و از معدود سیکلیدهای آسیا هستند. 